# Nitazoxanida
A nitazoxanida (comercializada no Brasil como Annita) é um medicamento antiparasitário.

## Indicações
A nitazoxanida é um anti-helmíntico antiparasitário, de amplo espectro, indicado para amebíases (Entamoeba histolytica/dispar), giardíases (Giardia lamblia e Giardia intestinalis) e helmintíases (Enterobius vermicularis, Ascaris lumbricoides, Strongyloides stercoralis, Ancilostomíase, Trichuris trichiura, Taenia spp., Hymenolepis nana).[carece de fontes?]
A nitazoxanida também está indicada no tratamento do Blastocystis hominis, Balantidium coli, Isospora belli e no tratamento da diarreia causada por Cryptosporidium parvum (e todas as espécies de Cryptosporidium de acometimento em humanos), embora sua eficácia no tratamento de C. parvum em pessoas imunodeficientes seja comparável à do placebo.
Já foi aprovado o uso da nitazoxanida para reduzir o impacto do rotavírus, responsável pela diarreia aguda. Exames em laboratório mostraram que a nitazoxanida também é eficiente para proteger as células de danos provocados pelo microorganismo.[carece de fontes?]

## Testes
A nitazoxanida está sendo investigada como possível auxiliar ao tratamento da hepatite C. No Brasil, foi testada para tratamento da COVID-19. Apesar de ineficaz, foi promovida pelo governo Jair Bolsonaro.

## Efeitos adversos
As reações adversas mais comuns são de natureza gastrointestinal, como náuseas, vômitos e dor abdominal. Em estudos comparativos entre mebendazol e nitazoxanida, observou-se uma maior incidência de dor abdominal no grupo tratado com nitazoxanida.
Em alguns casos, pode provocar alteração da cor da urina e esperma para amarelo esverdeado, sem qualquer significado clínico.[carece de fontes?]

## Mecanismo de ação
O modo de ação da nitazoxanida contra vermes se dá através da inibição de uma enzima indispensável à vida do parasita. O mesmo parece ocorrer em relação aos protozoários, embora outros mecanismos ainda não totalmente esclarecidos possam estar envolvidos.[carece de fontes?]